# Avelino Lopes
Avelino Lopes là một đô thị thuộc bang Piauí, Brasil. Đô thị này có diện tích 1209,379 km², dân số năm 2007 là 11507 người, mật độ 9,51 người/km².